# André Brasil
Pour les articles homonymes, voir Brasil.
André Brasil Esteves est un nageur handisport brésilien né le 23 mai 1984.
Il a participé aux Jeux paralympiques d'été de 2012 de Londres.

## Records personnels
- 50 m libre
- 100 m libre
- 800 m libre
- 50 m papillon
- 100 m papillon